# Rovana Plumb
Rovana Plumb, née le 22 juin 1960 à Bucarest, est une femme politique roumaine. Membre du Parti social-démocrate (PSD), elle est plusieurs fois ministre entre 2012 et 2019.

## Biographie

### Formation et vie professionnelle
En 1984, elle devient ingénieur après un cursus à l'université Politehnica de Bucarest. Elle travaille dans diverses entreprises, occupant même des fonctions d'encadrement et de direction. En 2001, elle devient présidente de l'Autorité nationale de protection des consommateurs, avec rang de secrétaire d'État.

### Débuts en politique
Elle est nommée secrétaire générale de l'Organisation des femmes du PSD (OFPSD) en 2003 et se fait élire un an plus tard à la Chambre des députés. Elle prend la présidence de l'OFPSD en 2005.

### Députée européenne
Pour les élections européennes spéciales du 25 novembre 2007, elle est investie en troisième position sur la liste sociale-démocrate de Titus Corlățean et entre au Parlement européen. Elle est remontée à la deuxième place lors du scrutin du 7 juin 2009. En mai 2011, elle est désignée vice-présidente du groupe S&D.

### Ministre
Le 7 mai 2012, le nouveau Premier ministre, le social-démocrate Victor Ponta, l'appelle dans son premier gouvernement, en tant que ministre de l'Environnement et des Forêts ; elle est reconduite en décembre suivant avec le titre de ministre de l'Environnement et du Changement climatique.
Elle devient ministre du Travail, de la Famille, de la Protection sociale et des Personnes âgées le 4 mars 2014, lors de la formation du gouvernement Ponta III, puis est reconduite dans ces mêmes fonctions dans le gouvernement Ponta IV.
Rovana Plumb devient présidente par intérim du PSD le 12 juillet 2015, à la suite de la démission de Victor Ponta. Mais, le 22 juillet 2015, le comité exécutif du parti lui préfère Liviu Dragnea pour continuer à assurer l'intérim jusqu'au congrès de novembre. Le 17 novembre 2015, elle quitte le gouvernement à la suite de la chute de Victor Ponta.
Le 23 février 2017, elle est nommée ministre déléguée roumaine aux Fonds européens dans le gouvernement Grindeanu puis confirmée dans le gouvernement Tudose. Elle démissionne le 12 octobre 2017, à la suite d'un scandale de corruption.
Elle est rappelée le 29 janvier 2018 en tant que ministre des Fonds européens, dans le gouvernement Dăncilă.
Proposée par le gouvernement roumain pour devenir membre dans la commission Von der Leyen, elle reçoit le portefeuille des Transports. Sa candidature rejetée fin septembre 2019 par la commission des Affaires juridiques du Parlement européen avant son audition au fond par la commission compétente, qui invoque un conflit d'intérêts.

## Accusations de corruption
Le 22 septembre 2017, la Direction nationale anticorruption (DNA) envoie au procureur général de la Haute Cour de cassation et de justice une demande de poursuite pénale contre Rovana Plumb, soupçonnée d'avoir initié et promu une décision gouvernementale soutenant le transfert illégal d'une île du Danube à l'administration du conseil du județ de Teleorman, qui l’a ensuite cédée à des sociétés privées.